# A Lot About Livin' (And a Little 'bout Love)
A Lot About Livin' (And a Little 'bout Love) è il terzo album in studio del cantante di musica country statunitense Alan Jackson, pubblicato nel 1992.

## Tracce
1. Chattahoochee – 2:29 (Alan Jackson, Jim McBride)
2. She's Got the Rhythm (And I Got the Blues) – 2:25 (Jackson, Randy Travis)
3. Tonight I Climbed the Wall – 3:30 (Jackson)
4. I Don't Need the Booze (To Get a Buzz On) – 3:15 (Toni Dae, Joy Swinea)
5. (Who Says) You Can't Have It All – 3:29 (Jackson, McBride)
6. Up to My Ears in Tears – 2:53 (Jackson, Don Sampson)
7. Tropical Depression – 2:57 (Charlie Craig, Jackson, McBride)
8. She Likes It Too – 2:50 (Zack Turner, Tim Nichols)
9. If It Ain't One Thing (It's You) – 3:52 (Jackson, McBride)
10. Mercury Blues – 3:39 (K. C. Douglas, Bob Geddins)